# Sztumska Wieś
Sztumska Wieś eller Stuhmsdorf är en by söder om Malbork (Marienburg), Polen. Den var tidigare en del av tyska Östpreussen, men blev polskt efter Potsdamkonferensen år 1945. Byn är känd för fördraget i Stuhmsdorf som slöts mellan Sverige och Polen år 1635. 

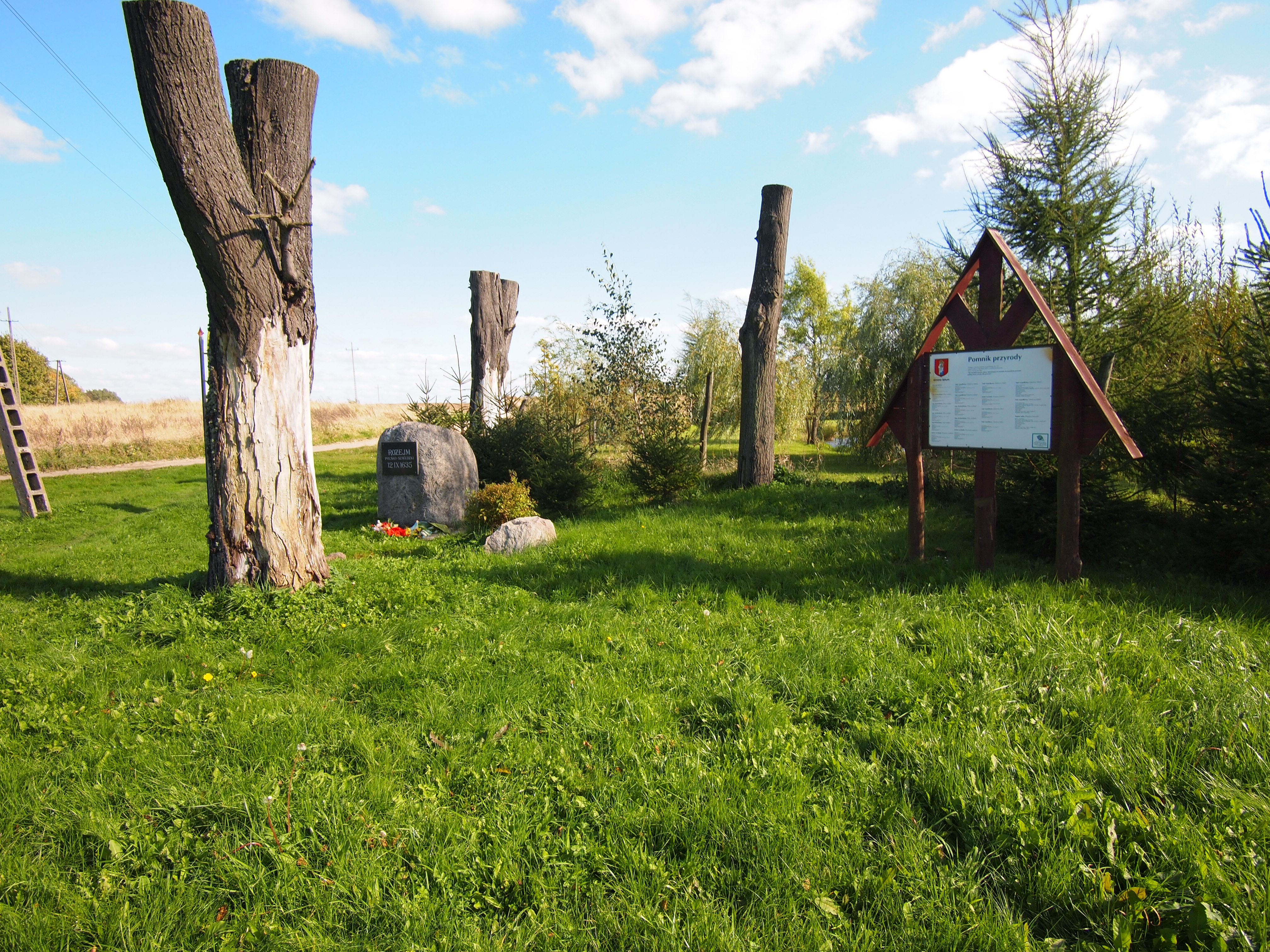
Minnesmärkningen över stilleståndet i Stuhmsdorf år 1635